# Sidelenhorn
Sidelenhorn – szczyt w Alpach Berneńskich, części Alp Zachodnich. Leży w Szwajcarii na granicy kantonów Uri i Valais. Należy do pasma Alp Urneńskich. Można go zdobyć ze schroniska Sidelenhütte (2708 m).